# Punta Baretti
La Punta Baretti (4.013 m s.l.m.) è una montagna italiana del massiccio del Monte Bianco (Alpi Graie). Si trova nella Cresta di Brouillard.

## Salita alla vetta
La vetta venne salita per la prima volta il 28 luglio 1880 da Jean-Joseph Maquignaz e Martino Baretti.
Si può salire sulla vetta partendo dai bivacchi Eccles.